# Le deuil sied à Électre
 (juillet 2025).
Si vous disposez d'ouvrages ou d'articles de référence ou si vous connaissez des sites web de qualité traitant du thème abordé ici, merci de compléter l'article en donnant les références utiles à sa vérifiabilité et en les liant à la section « Notes et références ».

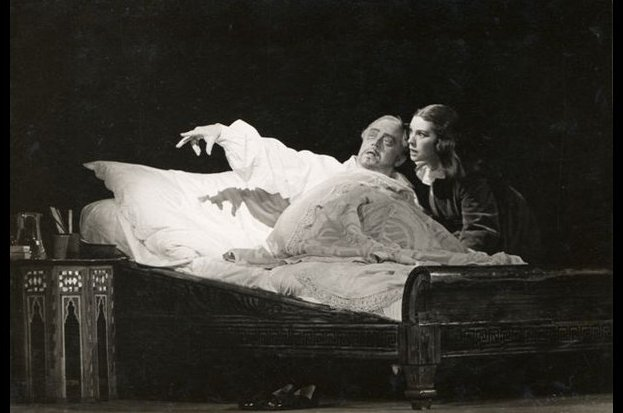
Gizi Bajor et Gyula Csortos dans Le deuil sied à Électre, théâtre national de Hongrie, 1937.

Pour les articles homonymes, voir Le deuil sied à Électre (homonymie).
Le deuil sied à Électre (Mourning Becomes Electra, 1931) est une trilogie d'Eugene O'Neill, composée de trois pièces de théâtre : Homecoming (« Le retour »), The Hunted (« Traqués ») et The Haunted (« Hantés »).
La trilogie est une adaptation de l’Orestie d’Eschyle, placée dans le contexte d’une grande famille de la côte Est des États-Unis au lendemain de la guerre de Sécession.

## Argument de la trilogie
Les trois pièces relisent le mythe des Atrides en explicitant de manière moderne, et quasiment freudienne, les sentiments de violence et d’amour incestueux. Les didascalies extrêmement précises insistent sur la ressemblance entre les membres de la famille Mannon, qui ne cessent de se « hanter » les uns les autres, de se rappeler les uns aux autres dans les mêmes situations et par les mêmes paroles : la symétrie des situations est parfois effrayante. Par exemple, la caractéristique commune de tous les membres de la famille est un visage inexpressif, comparable à un masque.
Mourning Becomes Electra représente un des drames les plus longs du répertoire anglophone, mais il est difficile de ne jouer qu'une seule des trois pièces, les échos et les rappels entre chacune des trois étant nombreux et importants. C'est pourquoi les trois pièces ne sont que rarement jouées, en tout cas pas dans leur intégralité.

## Personnages
- Ezra Mannon[1] (Agamemnon). Homme dur et souvent cruel, il revient de la guerre et est assassiné par sa femme.
- Christine Mannon (Clytemnestre), son épouse[1]. Femme amoureuse, adultère et passionnée, elle est poussée au meurtre de son mari par la situation dans laquelle elle s’est mise et par l’hostilité de sa fille. Après la mort de son amant Adam, elle met fin à ses jours.
- Lavinia (Vinnie) Mannon (Électre), leur fille[1]. Elle hait passionnément sa mère et aime son père de manière trouble. C’est elle qui le venge et pousse son frère à tuer Adam Brant. Elle est la seule de la famille à survivre : malgré une phase « vivante » dans la 3e pièce, elle est aussi dure et sèche que son père, aussi morte que sa mère est vivante (sauf quand, brièvement, elle ressemble à cette dernière et croit le bonheur possible avec Peter).
- Orin Mannon[1] (Oreste), frère cadet de Vinnie. Il ne revient qu’au début de la 2e pièce. Très proche de sa mère, il a été transformé par la guerre. Il consent à tuer Brant, mais est anéanti par la mort de sa mère. Il se suicide à son tour à la fin de la 3e pièce.
- Adam Brant[1] (Égisthe), amant de Christine. Comme le personnage de la pièce d’Eschyle, il est un cousin (caché) de Mannon, d’une branche aujourd’hui reniée par la famille. On se rend peu à peu compte qu’il est aimé/haï de Lavinia.
- Peter et Hazel Niles (Pylade + une sœur introduite par O’Neill pour la symétrie). Un frère et une sœur « normaux », contrepoint à Vinnie et Orin. Peter aime Vinnie, et Hazel aime Orin : sans le vouloir, ce sont eux qui scelleront leurs sorts.
- Seth (le vieux serviteur). Il sait tout et sert de coryphée ; un « chœur » de gens de la ville intervient d'ailleurs au début de chacune des trois pièces.

## Adaptations
- 1947 : Le deuil sied à Électre film de Dudley Nichols.
- 1974 : Le deuil sied à Électre (trilogie d'Eugène O'Neill), réalisation télévisée de Maurice Cazeneuve